# دنبالچه
دُنبالچه (به انگلیسی: coccyx) استخوانی مثلثی‌شکل است که در انتهایی‌ترین بخش ستون مهره‌های انسان در زیر استخوان خاجی (ساکروم) قرار دارد و شامل ۳–۴ مهره به هم جوش‌خورده می‌باشد. این استخوان جزئی از لگن خاصره است که در پایین‌ترین قسمت ستون فقرات، در شکاف میان‌سرینی قابل لمس می‌باشد. دنبالچه با اندازه کوچک‌اش و نیز نداشتن قوس‌های مهره‌ای و مجرای نخاعی مشخص می‌گردد.
این استخوان شامل سه تا پنج مهره دنبالچه‌ای مجزا یا به‌هم‌جوش‌خورده است که در پایین استخوان خاجی قرار دارد و توسط مفصل رشته‌ای‌غضروفی به نام التصاق خاجی‌دنبالچه‌ای به استخوان خاجی متصل است و حرکت محدودی بین استخوان خاجی و دنبالچه ممکن می‌سازد.

## جنبه تکاملی
استخوان دنبالچه آخرین بخش ستون مهره‌ها در تمامی میمون‌های انسان‌نما است و ساختاری مشابه در برخی دیگر از پستانداران مانند اسب دارد. در نخستی‌سانان بی‌دم (مانند انسان‌ها و سایر انسانیان) از زمان ناچولاکپی (یک میوسن میمون انسان‌نما)، دنبالچه از اندام‌های بازمانده ژنتیکی است. در حیوانات دارای دم استخوانی، به نام دمگاه شناخته می‌شود، و در پرندگان به آن «دُم بادبزنی» می‌گویند.
مهره‌های دمی به استخوان‌هایی گفته می‌شود که دُم جانوران دُم‌دار را می‌سازند. تعداد این استخوان‌ها متغیر است و از چند عدد تا ۵۰ تا در تغییر هستند. این تعداد بستگی به طول دم جانور و نیز کارکرد آن دارد. انسان‌ها دارای ۳ تا ۵ مهره دمی در دنبالچه خود هستند.

## ساختار

استخوان دنبالچه با چهار مهره در زیر استخوان خاجی

استخوان دنبالچه از سه، چهار یا پنج مهره ابتدایی تشکیل شده است. این استخوان در قسمت فوقانی با استخوان خاجی مفصل می‌شود. در هر یک از سه بخش اول، می‌توان بدنی ابتدایی و زوائد مفصلی و عرضی را مشاهده کرد؛ قطعه آخر (گاهی قطعه سوم) تنها یک ندول استخوانی است. زوائد عرضی در بخش اول دنبالچه برجسته‌تر و قابل توجه‌تر هستند. تمامی بخش‌ها فاقد پایه‌ها (pedicles)، تیغه‌ها (laminae) و زوائد خاری هستند. بخش اول بزرگ‌ترین است؛ شبیه به پایین‌ترین مهره خاجی بوده و غالباً به عنوان یک قطعه جداگانه وجود دارد؛ بخش‌های باقی‌مانده به سمت سر (rostrally) کوچکتر می‌شوند.
بیشتر کتاب‌های آناتومی به‌اشتباه بیان می‌کنند که دنبالچه به‌طور معمول در بزرگسالان به هم‌جوش‌خورده است. تحقیقات نشان داده‌اند که دنبالچه در برخی افراد ممکن است تا پنج بخش استخوانی مجزا داشته باشد، که رایج‌ترین حالت شامل دو یا سه بخش است.

### سطوح
سطح پیشین (قدامی) کمی مقعر است و دارای سه شیار عرضی است که محل اتصال بخش‌های مختلف را نشان می‌دهد. این سطح به رباط خاجی‌دنبالچه‌ای جلویی و ماهیچه‌های بالابرنده مقعد متصل می‌شود و بخشی از راست‌روده را حمایت می‌کند. سطح پسین (خلفی) محدب است و شیارهای عرضی مشابهی با سطح جلویی دارد و در هر دو طرف یک ردیف خطی از برآمدگی‌ها را نشان می‌دهد – زوائد مفصلی توسعه‌نیافته مهره‌های دنبالچه‌ای. از این میان، جفت فوقانی بزرگ‌ترین هستند و به نام شاخک‌های دنبالچه‌ای شناخته می‌شوند؛ آن‌ها به سمت پایین برجسته می‌شوند و با شاخک‌های خاجی مفصل می‌شوند و در هر طرف، روزنه‌ای را برای عبور شاخه پشتی عصب خاجی پنجم تکمیل می‌کنند.

### حاشیه‌ها
حاشیه‌های جانبی نازک هستند و شامل یک تعداد برجستگی‌های استخوانی کوچک می‌شوند که نمایانگر زوائد عرضی مهره‌های دنبالچه‌ای هستند. از این بین، اولین بزرگ‌ترین است؛ این زائده از جلو تخت است و اغلب تا بخش پایینی لبه نازک جانبی خاجی امتداد می‌یابد و به این ترتیب روزنه‌ای را برای عبور شاخه شکمی عصب نخاعی پنجمین عصب خاجی تکمیل می‌کند؛ سایر زوائد از پایین به بالا کوچک‌تر می‌شوند و اغلب از بین می‌روند. حاشیه‌های دنبالچه نازک بوده و در هر دو طرف به رباط خاجی‌تکمه‌ای و رباط خاجی‌خاری متصل شده و در جلو به ماهیچه دنبالچه‌ای و ماهیچه بالابرنده مقعد و در پشت به ماهیچه سرینی بزرگ اتصال دارند.

### نوک
نوک (apex) گرد است و تاندون اسفنکتر خارجی مقعد به آن متصل شده است؛ این بخش ممکن است به دو قسمت تقسیم شود.

### حفره دنبالچه
حفره دنبالچه (coccygeal fossa) یک فرورفتگی کم‌عمق در سطح پشتی بین استخوان خاجی و میان‌دوراه است که در شکاف میان‌سرینی قرار دارد و از کمی پایین‌تر از خاجی تا میان‌دوراه امتداد می‌یابد. این حفره در همه انسان‌ها به‌طور یکسان وجود ندارد. حفره دنبالچه عمیق‌ترین بخش دیافراگم لگنی را در کنار دنبالچه نشان می‌دهد. ماهیچه بالابرنده مقعد در این ناحیه دارای واژه‌نامه کالبدشناسی ماهیچه است.

### ماهیچه بازکننده دنبالچه
ماهیچه بازکننده دنبالچه (extensor coccygis) یک دسته ماهیچه‌ای نازک است که همیشه وجود ندارد. این ماهیچه بر روی بخش دمی سطح پشتی استخوان خاجی و دنبالچه امتداد می‌یابد. از طریق الیاف تاندونی از قطعه آخر خاجی یا اولین بخش دنبالچه منشأ می‌گیرد و به سمت پایین حرکت می‌کند تا به بخش پایین دنبالچه وصل شود. این ماهیچه بقایای تکاملی از ماهیچه بازکننده مهره‌های دمی در حیوانات دیگر است که حرکت محدودی در دنبالچه ممکن می‌سازد.

### مفاصل خاجی‌دنبالچه‌ای و میان‌دنبالچه‌ای
این مفاصل متغیر هستند و ممکن است به‌صورت: (۱) مفصل زُلاله‌ای؛ (۲) دیسک‌های نازک رشته‌ای‌غضروفی؛ (۳) ترکیبی از این دو؛ یا (۴) استخوانی‌شده باشند.

### پیوندها
سطح جلویی دنبالچه به ماهیچه بالابرنده مقعد، ماهیچه دنبالچه‌ای، ماهیچه بالابرنده مقعد و رافه آنوکوکسیژیال متصل است. به سطح پشتی نیز ماهیچه سرینی بزرگ متصل می‌شود که ران را در مفصل ران باز می‌کند. رباط‌های متصل به دنبالچه شامل رباط خاجی‌دنبالچه‌ای جلویی و رباط خاجی‌دنبالچه‌ای پشتی هستند که ادامه رباط طولی جلویی و رباط طولی پشتی هستند و در طول ستون فقرات امتداد دارند. رباط خاجی‌دنبالچه‌ای جانبی نیز روزنه‌های لازم برای عبور شاخه پشتی عصب خاجی پنجم را تکمیل می‌کند. برخی الیاف رباط خاجی‌خاری و رباط خاجی‌تکمه‌ای (که به ترتیب از خار نشیمنگاهی و تکمه نشیمنگاهی منشأ می‌گیرند) نیز به دنبالچه متصل می‌شوند. امتدادی از نرم‌شامه به نام فیلم انتهایی از مخروط نخاعی منشأ می‌گیرد و به دنبالچه وصل می‌شود.

## کارکرد
استخوان دنبالچه در انسان کاملاً بی‌فایده نیست، زیرا به ماهیچه‌ها، تاندون‌ها و رباط‌های مختلفی اتصال دارد. با این حال، این ماهیچه‌ها، زردپی‌ها و رباط‌ها در نقاط دیگری که از ساختار قوی‌تری نسبت به دنبالچه برخوردارند، نیز متصل هستند. به‌دلیل تعداد زیاد موارد برداشتن دنبالچه برای درمان درد دنبالچه، اهمیت این اتصالات دنبالچه‌ای برای سلامت انسان مورد تردید است. مرور مطالعاتی که بیش از ۷۰۰ عمل جراحی دنبالچه‌بری (coccygectomy) را شامل می‌شود، نشان داد که این عمل در ۸۴٪ موارد در کاهش درد موفق بوده است. در ۱۲٪ موارد، تنها عارضه اصلی عفونت بود که به‌دلیل نزدیکی به مقعد رخ می‌داد. یکی از عوارض بارز عارضه دنبالچه‌بری افزایش خطر فتق میان‌دوراه است.

## اهمیت بالینی
آسیب به دنبالچه می‌تواند باعث ایجاد یک وضعیت دردناک به نام درد دنبالچه شود و ممکن است یک یا چند استخوان یا اتصالات آنها شکسته شوند، که به آن شکستگی دنبالچه می‌گویند. تعداد زیادی از نئوپلاسم‌ها نیز شناخته شده‌اند که دنبالچه را درگیر می‌کنند؛ شایع‌ترین آنها تراتوم خاجی‌دنبالچه‌ای است. هم درد دنبالچه و هم تومورهای دنبالچه‌ای ممکن است نیاز به جراحی برداشتن دنبالچه (برداشتن دنبالچه) داشته باشند. یکی از عوارض بسیار نادر دنبالچه‌بری، نوعی فتق میان‌دوراه به نام فتق دنبالچه‌ای است.

### کتابشناسی
- ریچارد دریک، آدام میچل، وین وگل (۱۳۸۸). آناتومی گری برای دانشجویان. جلد اول: تنه. ترجمهٔ غلامرضا حسن‌زاده، سید بهنام‌الدین جامعی و…. انتشارات خسروی.
- حسن‌زاده طاهری، محمد مهدی. ابراهیم‌زاده بیدسکان، علیرضا (۱۳۸۷). آناتومی انسانی پایه. جهاد دانشگاهی مشهد. شابک ۹۶۴۳۲۴۱۸۱۵.